# Memmo di Filipuccio

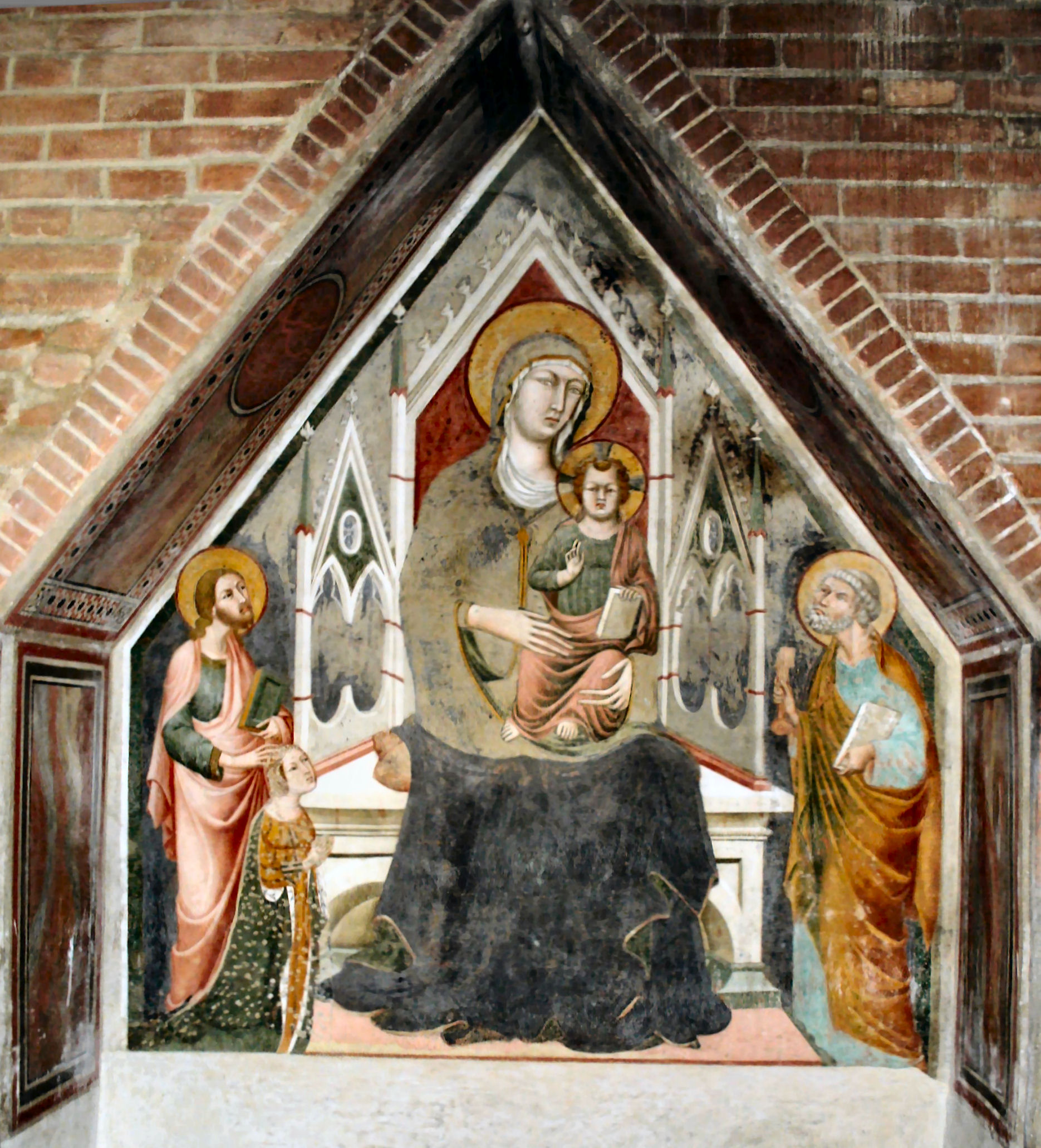
Virgen con el Niño entre los santos Pedro y Santiago, Certaldo.

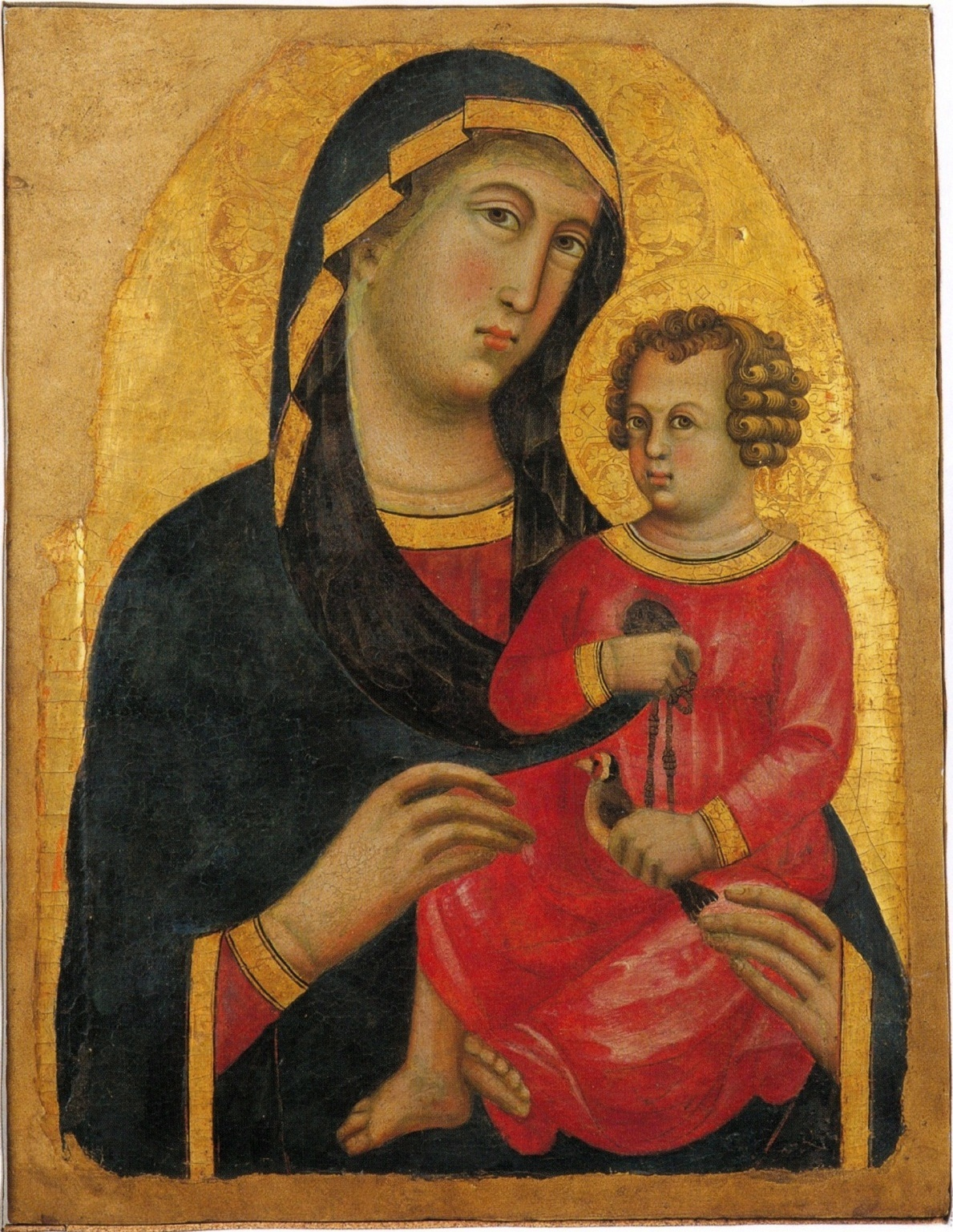
Virgen con el Niño, Museo di San Matteo, Pisa.

Memmo di Filippuccio (Siena, c. 1250 – San Gimignano, c. 1325) fue un pintor italiano, uno de los primeros representantes de la Escuela sienesa del Trecento.

## Datos biográficos
Memmo se formó probablemente con Duccio di Buoninsegna. Formó parte del equipo de artistas que trabajaron en la Basílica de Asís. Esta experiencia marcó su estilo, que siempre tuvo un fuerte componente giottesco. Con el tiempo, se estableció en San Gimignano (documentado en dicha ciudad de 1303 a 1317), donde se puso a la cabeza de un floreciente taller. Parece que en sus últimos años volvió a su ciudad natal de Siena, donde se encontraba al menos en 1321.
Entre su producción cabe destacar los frescos de la Colegiata de San Gimignano (1305, luneto del portal de la contrafachada) y en las iglesias de San Pietro y San Jacopo. En la torre del Palazzo Publico ejecutó un ciclo de tema profano. Otros trabajos al fresco de su mano se pueden encontrar en la iglesia de Santi Jacopo e Filippo en Certaldo.
Como pintor de obras sobre tabla le son atribuidas algunas obras conservadas en los museos de San Gimignano y Pisa y en algunas iglesias de la Toscana. Asimismo, han llegado hasta nuestros días algunas muestras de su trabajo como miniador de códices.
Con casi total certeza, Memmo es el padre de los pintores Thederigo y Lippo Memmi, así como de la esposa de Simone Martini, el gran pintor sienés.

## Obras destacadas
- Frescos de la Sala dell'Udenzia (1292, Palazzo Publico, San Gimignano)
  - Carlos de Anjou administrando justicia
- Frescos de la Colegiata de San Gimignano (1305)
- Frescos de San Pietro (San Gimignano)
  - Anunciación
  - Virgen con el Niño entronizada entre Santa Catalina de Alejandría y María Magdalena
  - Adoración de los Reyes Magos
- Frescos de San Jacopo (San Gimignano)
  - Virgen con el Niño entre los santos Juan Evangelista y Santiago
- Frescos de Santi Jacopo e Filippo (Certaldo)
  - Virgen con el Niño y los santos Pedro y Santiago
- Virgen con el Niño (Museo di San Matteo, Pisa)
- Políptico: Virgen y santos (Palacio Episcopal, Oristano)
- Virgen con Niño entronizada y santos (Museo Civico, San Gimignano)